# Балтика (стадион)

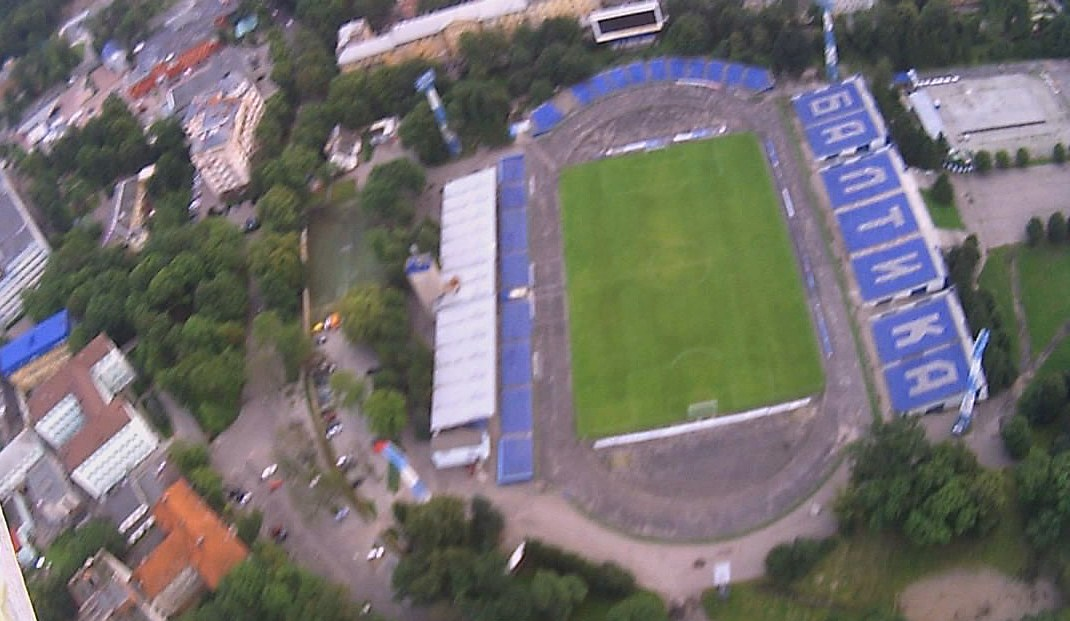
Футбольное поле стадиона с воздуха. 2011 год (до реконструкции)

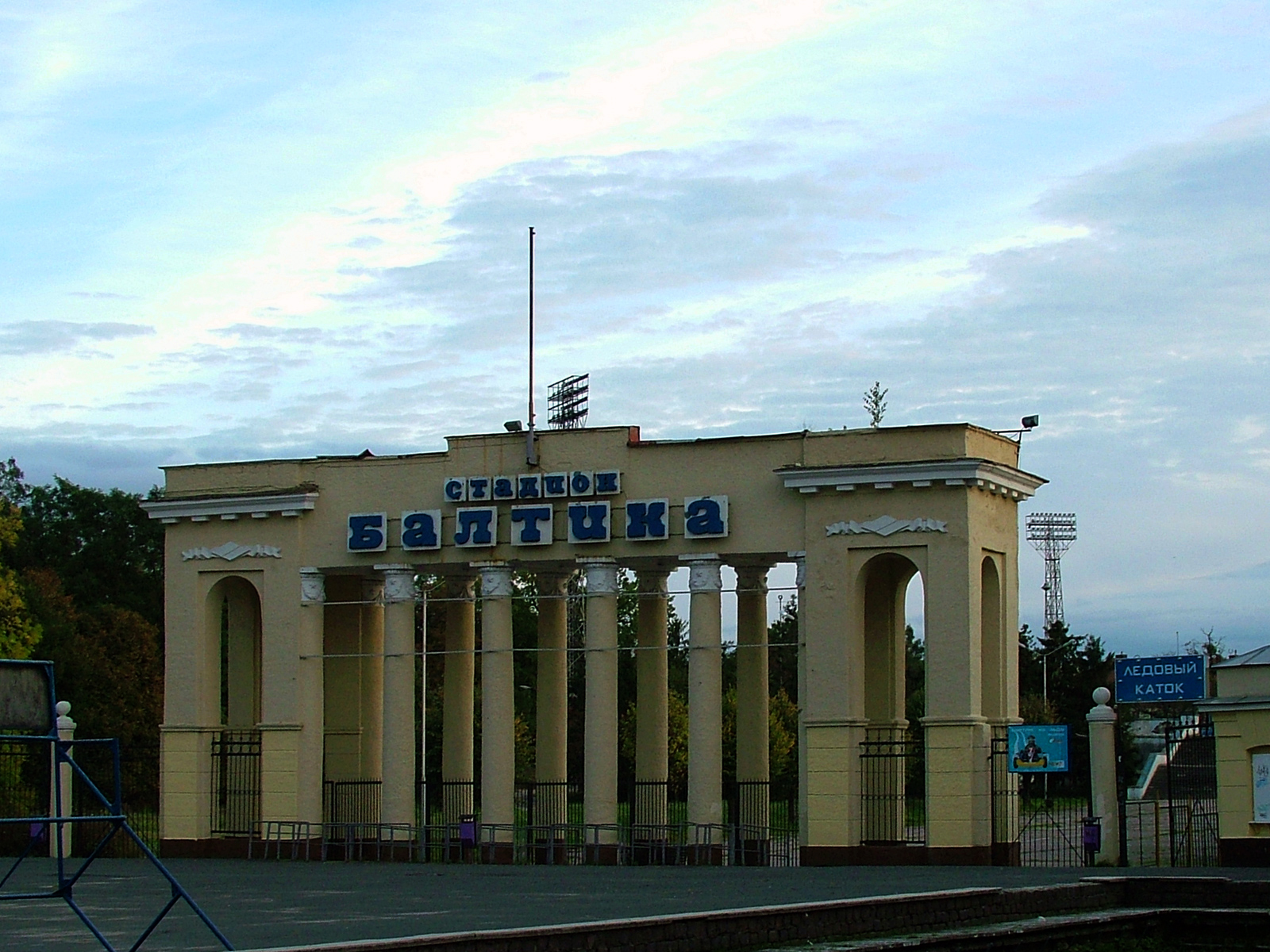
Вход

«Ба́лтика» — стадион, расположенный в Калининграде, между проспектом Мира и улицей Дмитрия Донского в Центральном районе Калининграда. Зрительские трибуны до сноса Северной и Западной трибун, который был осуществлён в 2019—2020 годах, вмещали 14 500 зрителей. Ближайшие остановки общественного транспорта — «Зоопарк/Гостиница Москва» и «улица Театральная».
Домашний стадион команды «Балтика-БФУ», выступающей во Второй лиге. До ввода в эксплуатацию стадиона «Калининград», построенного к чемпионату мира по футболу 2018 года, являлся домашним стадионом «Балтики». 

## Прежние названия стадиона
- 1892—1937 — «Walter-Simon Platz»
- 1937—1945 — «Erich-Koсh Рlatz»
- 1945—1954 — «Динамо»
- 1954—1958 — «Пищевик»

## История
Самый старый стадион в России. С 1800 года на месте стадиона располагался парк «Флора». В 1892 году городской советник Кёнигсберга, банкир, доктор Вальтер Симон построил на этой территории и подарил городу спортивно-игровые площадки. Стадион после этого неоднократно перестраивался и расширялся. Арена была домашней для двух футбольных клубов: VfB Königsberg (выступал на стадионе до 1929 года) и Königsberger STV (с 1922 по 1944). С 1933 года, после прихода к власти Гитлера, он стал постоянным местом проведения парадов, шествия и митингов.
Ряд работ:
- 1960 — реконструкция стадиона, возведены Северная и Западная трибуны
- 1966 — построены вышки электроосвещения
- 1972 — установлен козырёк над частью[6] Южной трибуны
- 1976 — сделано и введено в строй электронное табло
- 1997 — сооружён подогрев поля
- 1998—1999 — установка пластиковых сидений на трибунах
- 2012 — ламповое табло заменено на светодиодное

Комментаторская позиция представляет собой закреплённую под козырьком Южной трибуны «люльку».
В 2019 году была снесена Северная трибуна, в 2020 году — Западная, а также демонтировано табло.

## Современный статус
Является памятником регионального значения. В 2015 году признан объектом культурного наследия как «Открытый стадион имени Вальтера Симона — стадион „Балтика“».

## Адрес
- Город Калининград, улица Дмитрия Донского, д 2. Главный вход и кассы со стороны проспекта Мира.